# Joseph LoDuca
Joseph LoDuca é um compositor norte-americano mais conhecido por compor a trilha sonora das séries de televisão neozelandesas Xena: Warrior Princess e Hercules: The Legendary Journeys.
Joe está frequentemente associado a produções das empresas Renaissance Pictures e Universal Studios. Foi vencedor de um Emmy em 2000 e indicado para um Grammy em 1987.

## Biografia e carreira
Joe começou sua carreira musical aos 15 anos, abrindo shows para artistas como Bob Seger, Ted Nugent e MC5. Além do rock, ele também tem formação em estilos como jazz e clássica. Após se formar na universidade Wayne State, em Detroit, ele foi convidado para tocar em vários festivais musicais pela Europa.
Joe começou a compor para o cinema inspirado pelo diretor/produtor Sam Raimi, um donos da Renaissance Pictures, sua primeira trilha sonora foi para o filme The Evil Dead, produzido por Sam, em 1981.
Sua carreira inclui trilhas para grandes produções, como o filme francês Brotherhood of the Wolf, em 2001, e a série de TV norte-americana Legend of the Seeker.

## Filmografia selecionada
- Legend of the Seeker (2008)
- He-Man and the Masters of the Universe (2002)
- Cleopatra 2525 (2000)
- Xena: Warrior Princess (1995-2001)
- Hercules: The Legendary Journeys (1995-99)
- Hercules and the Amazon Women (1994)
- Army of Darkness (1992)
- Evil Dead II (1987)
- The Evil Dead (1981)

## Prêmios e indicações
| Ano               | Categoria                                                 | Resultado |
| Grammy Awards:    |                                                           |           |
| 1987              | Melhor efeitos sonoros                                    | Indicado  |
| ASCAP Awards      |                                                           |           |
| 2001              | Melhor série de TV                                        | Venceu    |
| 2001              | Melhor underscore                                         | Venceu    |
| 2000              | Melhor underscore                                         | Venceu    |
| 2000              | Melhor série de televisão                                 | Venceu    |
| 1999              | Melhor underscore                                         | Venceu    |
| 1999              | Melhor série de televisão                                 | Venceu    |
| 1998              | Melhor underscore                                         | Venceu    |
| 1998              | Melhor série de televisão                                 | Venceu    |
| 1997              | Melhor série de televisão                                 | Venceu    |
| The Saturn Awards |                                                           |           |
| 2002              | Melhor música                                             | Indicado  |
| Annie Award       |                                                           |           |
| 1998              | Melhor Música em uma Produção de Longa-metragem           | Indicado  |
| César Awards:     |                                                           |           |
| 2002              | Melhor música para um Filme                               | Indicado  |
| Emmy Awards:      |                                                           |           |
| 2007              | Melhor composição Musical para uma Minissérie ou Especial | Indicado  |
| 2002              | Melhor composição para uma série                          | Indicado  |
| 2001              | Melhor composição para uma série                          | Indicado  |
| 2000              | Melhor composição para uma série                          | Venceu    |
| 2000              | Melhor música de abertura                                 | Indicado  |
| 1999              | Melhor composição para uma série                          | Indicado  |
| 1998              | Melhores músicas e letras                                 | Indicado  |
| 1997              | Melhor composição para uma série                          | Indicado  |